# Utrujanje materiala
Utrujanje materiala (90 % vseh porušitev, ki nastanejo zaradi mehanskih vzrokov) povzročijo spreminjajoče napetosti. Pri konstruiranju je poznavanje procesov med utrujanjem in uporaba tega znanja zelo pomembna. Že leta 1870, torej več kot pred sto leti, je Wöhler spoznal, da se materiali pri zaporednih, spreminjajočih obremenitvah porušijo pri napetostih, mnogo manjših od natezne trdnosti.
Pri utrujanju obremenjujemo material s časovno spreminjajočo se napetostjo. Pri ugotavljanju trajne nihajne trdnosti obremenjujemo material s konstantno napetostno ali deformacijsko amplitudo. Pri obremenjevanju s konstantno napetostno amplitudo se napetost spreminja skladno s sinusno krivuljo. Srednja napetost in napetostna amplituda  sta tipična parametra. Material se poruši pri manjši napetosti kot pri nateznem preizkusu. Čim manjša je amplitudna napetost , tem večje število nihajev zdrži material brez porušitve. Ta odvisnost se prikaže z Wöhlerjevo krivuljo, pri kateri je na abcisi število nihajev, na ordinati pa napetostna amplituda. Krivulja se pri jeklih asimptotično približuje določeni vrednosti: trajni nihajni trdnosti materiala, ki je precej manjša od natezne trdnosti in napetosti tečenja. Mnogo bolj, kot Wöhlerjeva krivulja, je uporaben Smithov diagram, saj je vrednost od abcise do simetrale, ki poteka pod kotom 45° glede na koordinatni osi, srednja napetost. Razdalja od simetrale do krivulje je amplitudna napetost.